# Pollenia hazarae
Pollenia hazarae är en tvåvingeart som först beskrevs av Senior-white 1923.  Pollenia hazarae ingår i släktet vindsflugor, och familjen spyflugor. Inga underarter finns listade i Catalogue of Life.